# (465) Alecto
(465) Alecto es un asteroide perteneciente al cinturón de asteroides descubierto el 13 de enero de 1901 por Maximilian Franz Wolf desde el observatorio de Heidelberg-Königstuhl, Alemania.
Está nombrado por Alecto, una de las tres erinias de la mitología griega.